# Ī̃́
Cette page contient des caractères spéciaux ou non latins. S’ils s’affichent mal (▯, ?, etc.), consultez la page d’aide Unicode.
Ī̃́ (minuscule : ī̃́), appelé I macron tilde accent aigu, est un graphème utilisé dans certaines romanisations ou transcriptions phonétiques.
Il s’agit de la lettre I diacritée d’un macron, d’un tilde et d’un accent aigu.

## Utilisation
Le i macron tilde accent aigu est utilisé par certains auteurs dans la translittération du pendjabi.

## Représentations informatiques
Le I macron tilde accent aigu peut être représenté avec les caractères Unicode suivants :
- précomposé (latin étendu A, diacritiques) :

| formes    | représentations | chaînes de caractères | points de code       | descriptions                                                               |
| --------- | --------------- | --------------------- | -------------------- | -------------------------------------------------------------------------- |
| majuscule | Ī̃́               | Ī◌̃◌́                   | U+012A U+0303 U+0301 | lettre majuscule latine i macron diacritique tilde diacritique accent aigu |
| minuscule | ī̃́               | ī◌̃◌́                   | U+012B U+0303 U+0301 | lettre minuscule latine i macron diacritique tilde diacritique accent aigu |

- décomposé (latin de base, diacritiques) :

| formes    | représentations | chaînes de caractères | points de code              | descriptions                                                                           |
| --------- | --------------- | --------------------- | --------------------------- | -------------------------------------------------------------------------------------- |
| majuscule | Ī̃́               | I◌̄◌̃◌́                  | U+0049 U+0304 U+0303 U+0301 | lettre majuscule latine i diacritique macron diacritique tilde diacritique accent aigu |
| minuscule | ĩ̄́               | i◌̄◌̃◌́                  | U+0069 U+0304 U+0303 U+0301 | lettre minuscule latine i diacritique macron diacritique tilde diacritique accent aigu |